# Вестпорт (Конектикат)
Вестпорт (енгл. Westport) насељено је место без административног статуса у америчкој савезној држави Конектикат.

## Демографија
По попису из 2010. године број становника је 26.391, што је 642 (2,5%) становника више него 2000. године.
| Група             | 2000.          | 2010.          |
| Белци             | 24.015 (93,3%) | 23.715 (89,9%) |
| Афроамериканци    | 292 (1,1%)     | 305 (1,2%)     |
| Азијати           | 625 (2,4%)     | 1.047 (4,0%)   |
| Хиспаноамериканци | 602 (2,3%)     | 932 (3,5%)     |
| Укупно            | 25.749         | 26.391         |